# Doliocarpus elegans
Doliocarpus elegans är en tvåhjärtbladig växtart som beskrevs av August Wilhelm Eichler. Doliocarpus elegans ingår i släktet Doliocarpus och familjen Dilleniaceae. Inga underarter finns listade i Catalogue of Life.